# ФК Хајдук Вера
НК Хајдук (хрв. Nogometni Klub Hajduk) је фудбалски клуб из Вере, Хрватска. Такмичи се у 3. ЖНЛ Вуковарско-сријемској НС Вуковар.

## Историја
Клуб је основан 1937. године. 
1997. године (након реинтеграције Подунавља у Републику Хрватску), долази до реструктурисања насеља, па Вера улази у састав општине Трпиња. Услед немогућности финансирања 4 клуба из општинског буџета, Хајдук бива угашен, а игралиште преорано.
Иницијативом љубитеља фудбала, 2010. године долази до реактивације клуба. Клуб се такмичи у 3. ЖНЛ Вуковарско-сријемској НС Вуковар, а домаће утакмице игра у Трпињи на игралишту Синђелића.